# Natuurbeeld
Een natuurbeeld of natuurvisie is het referentiekader dat bepaalt hoe iemand tegen natuur aankijkt.
Dergelijke referentiekaders worden mede vormgegeven door de cultuur waarbinnen mensen opgroeien. Natuuropvattingen binnen de islam zijn anders dan die binnen het christendom, terwijl vroege of andersoortige beschavingen weer hiervan afwijkende natuurvisies hebben.
Een deel van de voorkeuren als het gaat om natuur is persoonlijk van aard. Factoren die in onze cultuur iemands natuurbeeld bepalen, zijn leefomgeving, opleiding, kennis en opvoeding. Ook groepen of organisaties kunnen een natuurbeeld of -visie hebben, zoals Vereniging Natuurmonumenten, World Wide Fund for Nature (WWF) of Land- en Tuinbouworganisatie (LTO) Nederland. Er bestaan verschillende indelingen van natuurvisies.

## Verschillende natuurvisies
In Nederland worden meestal de onderstaande drie archetypische natuurbeelden of -visies onderscheiden:
- Wildernisnatuurbeeld of natuurontwikkelingsvisie: Mensen of organisaties met dit natuurbeeld houden van natuur die niet aangepast is, of niet aangepast oogt, door menselijk handelen.
- Functioneel natuurbeeld of functionele natuurvisie: Volgens dit natuurbeeld mag de natuur een functie hebben. De natuur is er dus niet alleen voor de flora en fauna die er leven maar ook ten behoeve van de mens, bijvoorbeeld voor productie; een voorbeeld hiervan is het productiebos.
- Arcadisch natuurbeeld of klassieke natuurbeschermingsvisie: Mensen of organisaties met een Arcadisch natuurbeeld gaan vooral uit van het belang van een harmonische relatie tussen mens en natuur en benadrukken de schoonheid van de natuur die daaruit voortkomt. Kleinschalige cultuurlandschappen zijn hiervan een voorbeeld.

Daarnaast worden natuurvisies onderscheiden waarbij kringlopen centraal staan, of waarbij natuur vrijwel onbeperkt geëxploiteerd mag worden. Door de Wageningse onderzoeker Buijs is aan de eerstgenoemde drie visies het zogenaamde breed natuurbeeld toegevoegd: Een persoon of een organisatie met een breed natuurbeeld kijkt met een brede blik naar de natuur: vrijwel alles is natuur, van straatgras tussen stoeptegels tot oerbos.